# Troissereux
Troissereux est une commune française située dans le département de l'Oise, en région Hauts-de-France.
Ses habitants sont appelés les Tressoriens.

## Géographie

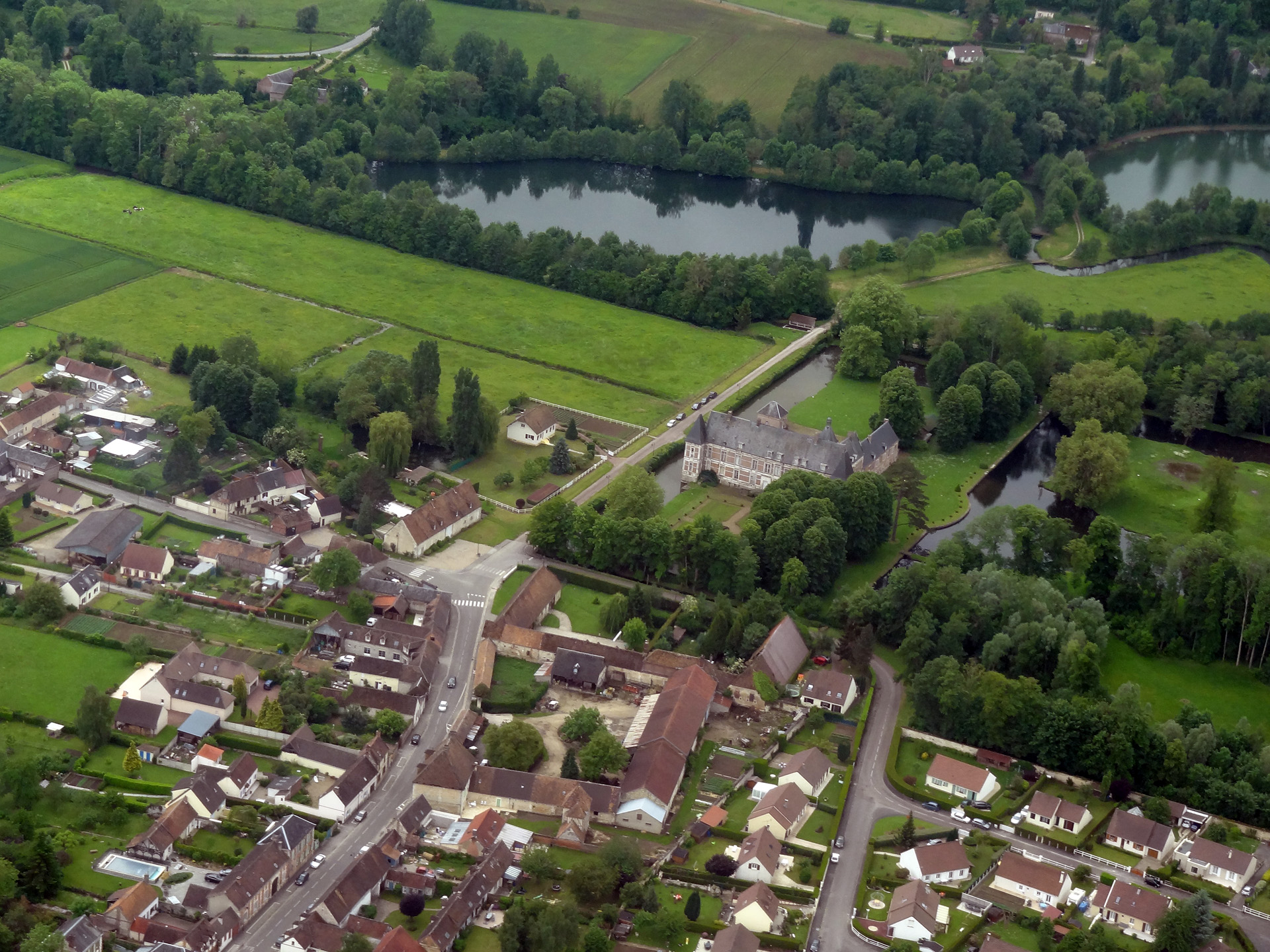
Vue aérienne de Troissereux.

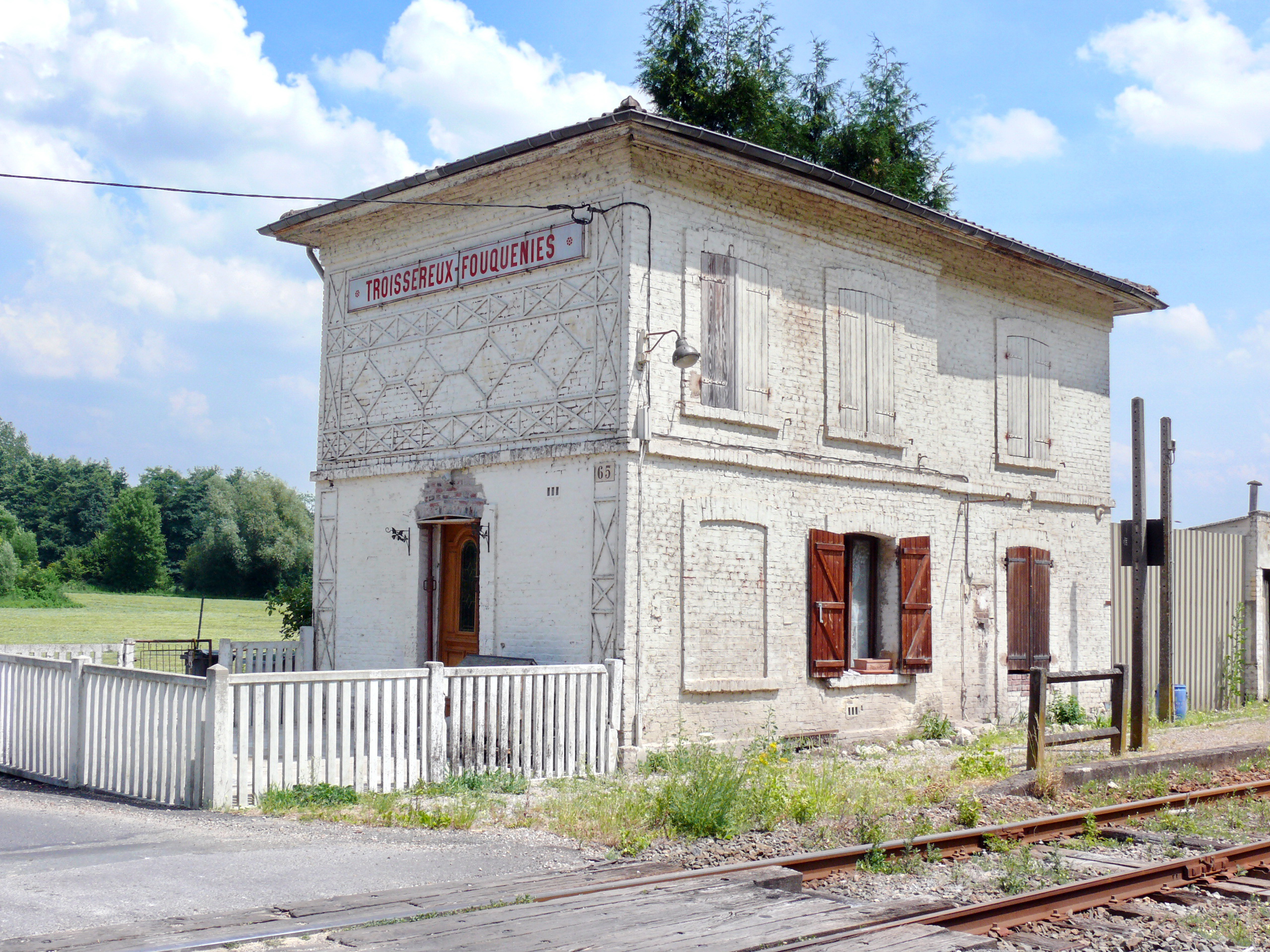
L'ancienne gare de Troissereux-Fouquenies.

Troissereux est un bourg picard du Beauvaisis, situé dans la vallée du Thérain, situé à 6 km au nord-ouest de Beauvais, et desservi par le tracé initial de la route nationale 1 (actuelle RD 901), qui a été dévié pour éviter le village.
Cette déviation, ouverte en novembre 2016 dans le cadre d'un partenariat public-privé financé par le département de l'Oise est une route à  2x2 voies longue de sept kilomètres, avec une section de 295 mètres dotée d'une tranchée couverte, à hauteur d'Houssoy-le-Fracy, qui s'intègre dans un projet plus vaste d'ouverture du nord-ouest du département, avec la réalisation d'une connexion à l'A29, à hauteur de Neufchâtel-en-Bray.
La ligne de chemin de fer Paris - Beauvais - Le Tréport le traverse, mais la gare de Troissereux-Fouquenies a été supprimée, et les trains ne s'y arrêtent plus.
La commune est marquée par la proximité de Beauvais, qui a entraîné une périurbanisation du bourg.
La commune est également marquée par la proximité de l'aéroport de Beauvais-Tillé, qui provoque d'importantes nuisances sonores.

### Communes limitrophes
| Milly-sur-Thérain |             | Verderel-lès-Sauqueuse |
|                   | Troissereux | Tillé                  |
| Fouquenies        |             | Beauvais               |

### Hameaux et écarts

Houssoy-le-Farcy
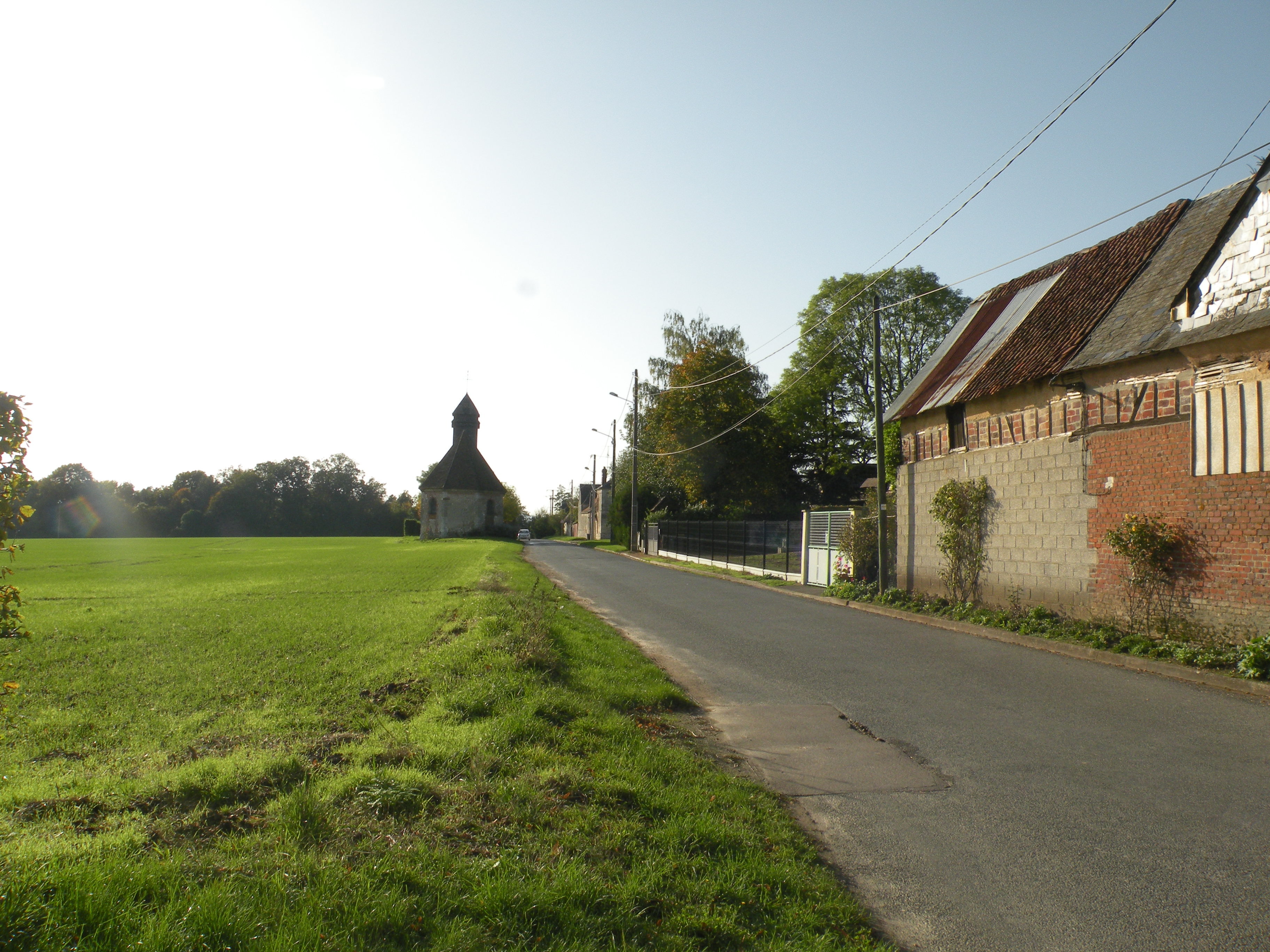
La grande-rue d'Houssoy
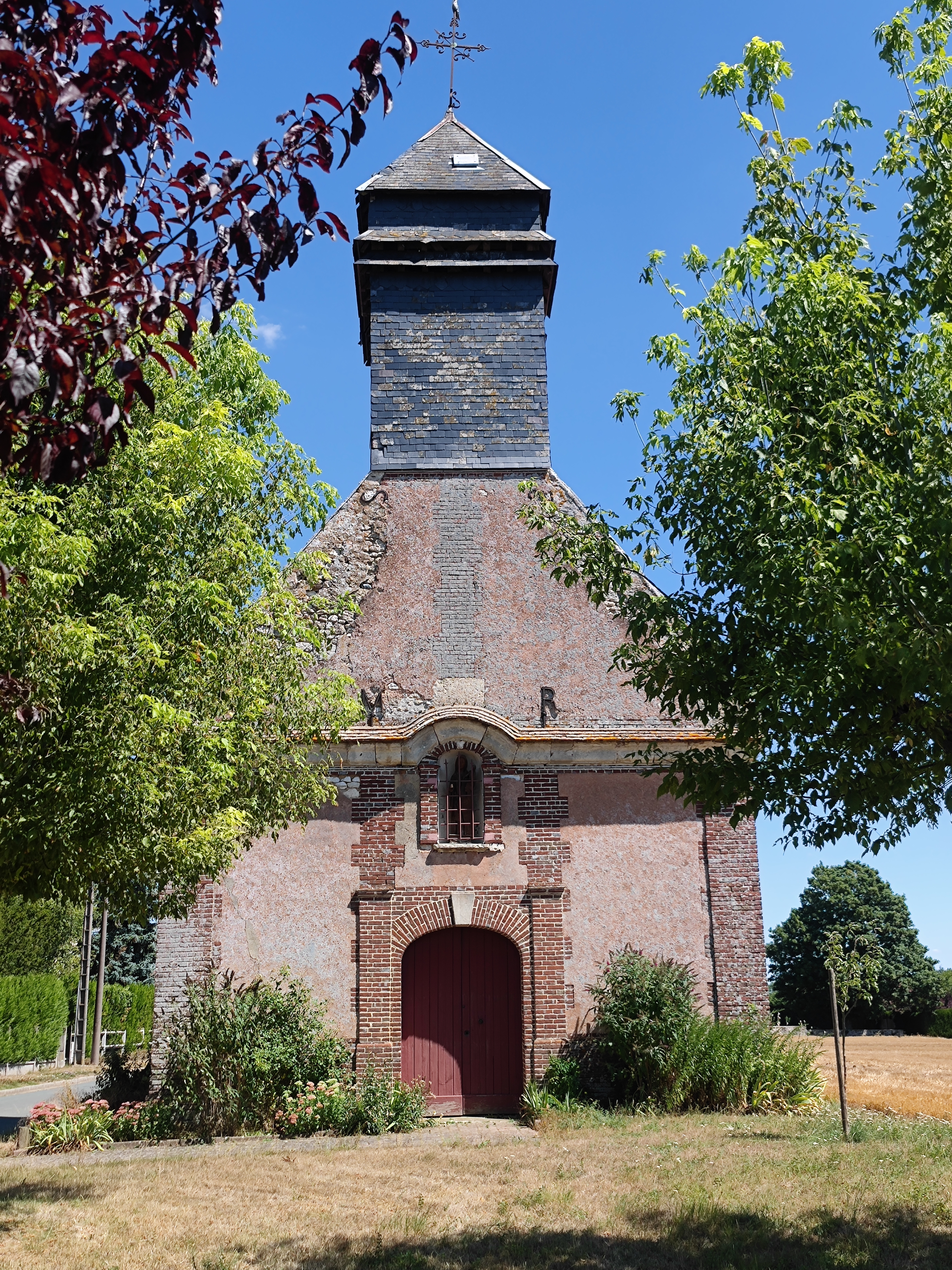
La chapelle Notre-Dame
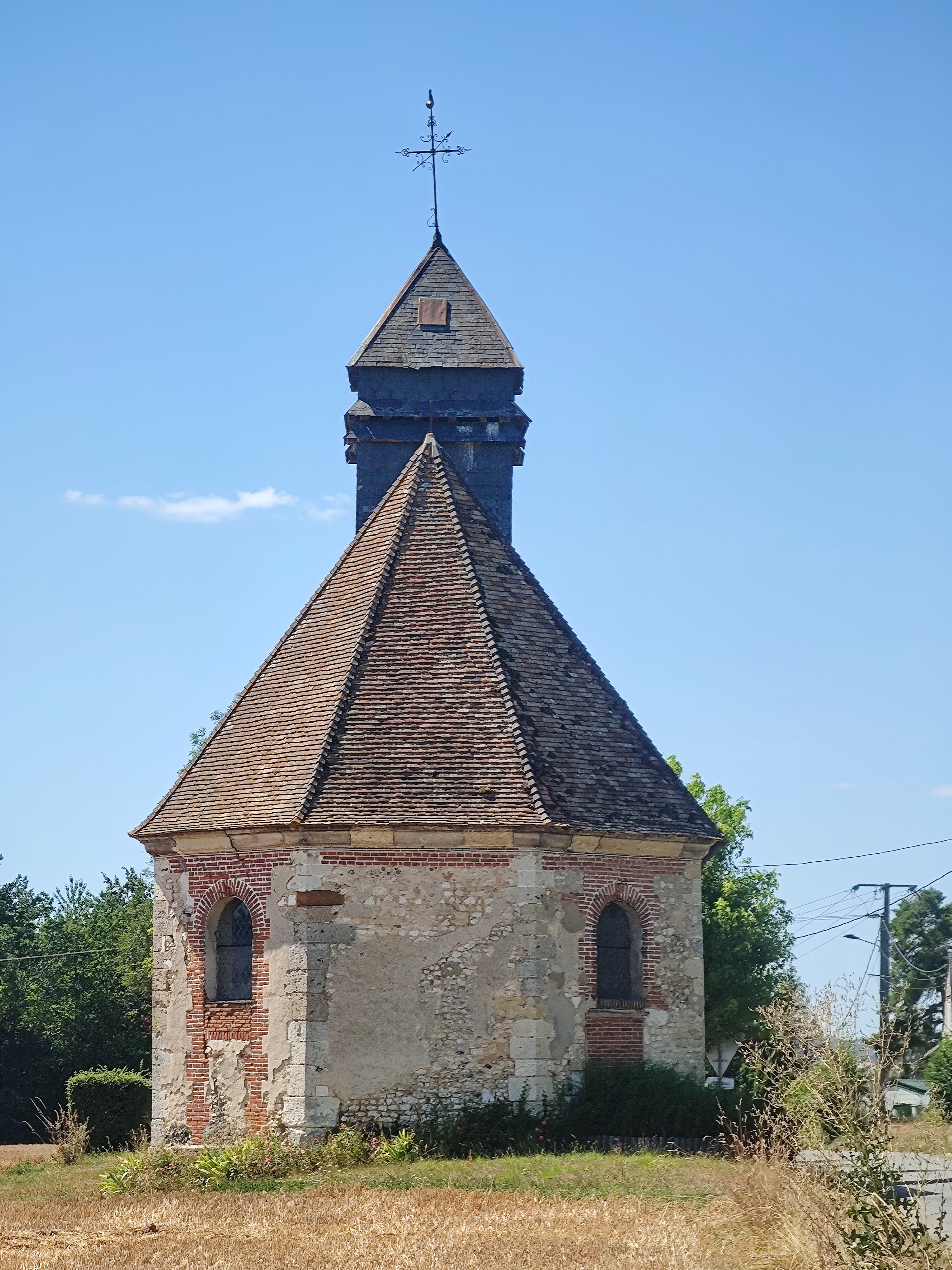
Le chevet de la chapelle
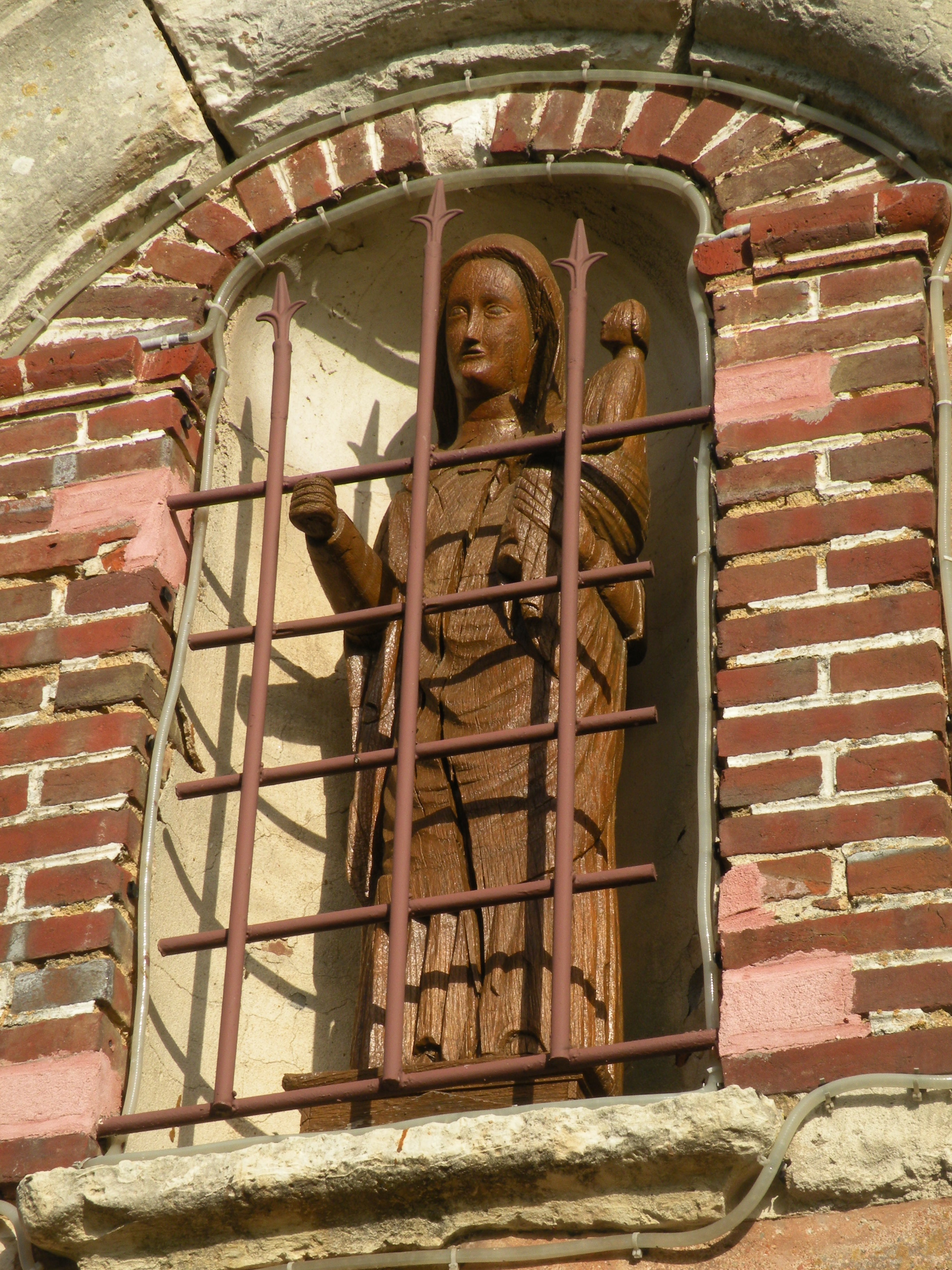
Statue de N-Dame au-dessus de l'entrée de la chapelle
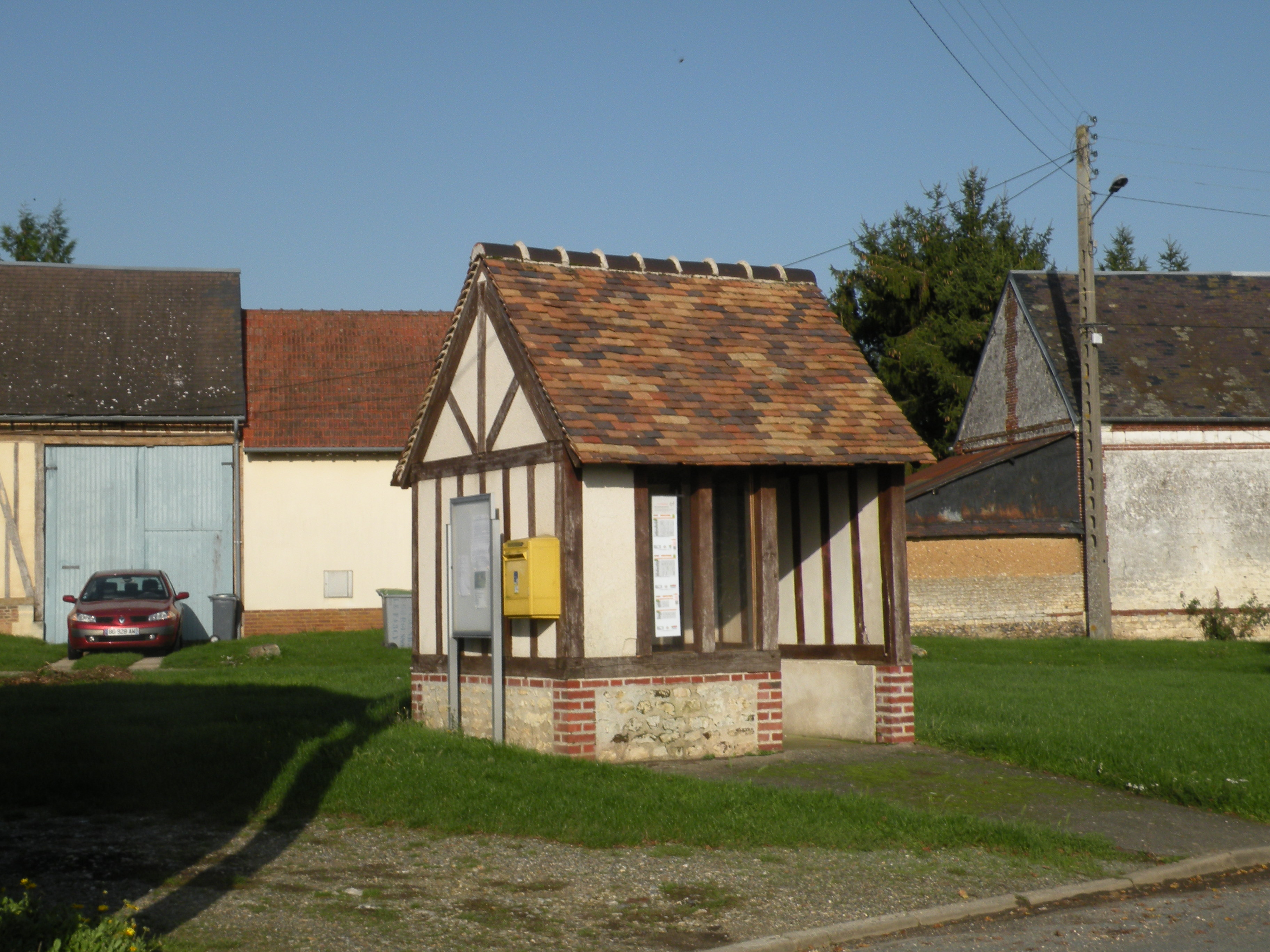
Aubette
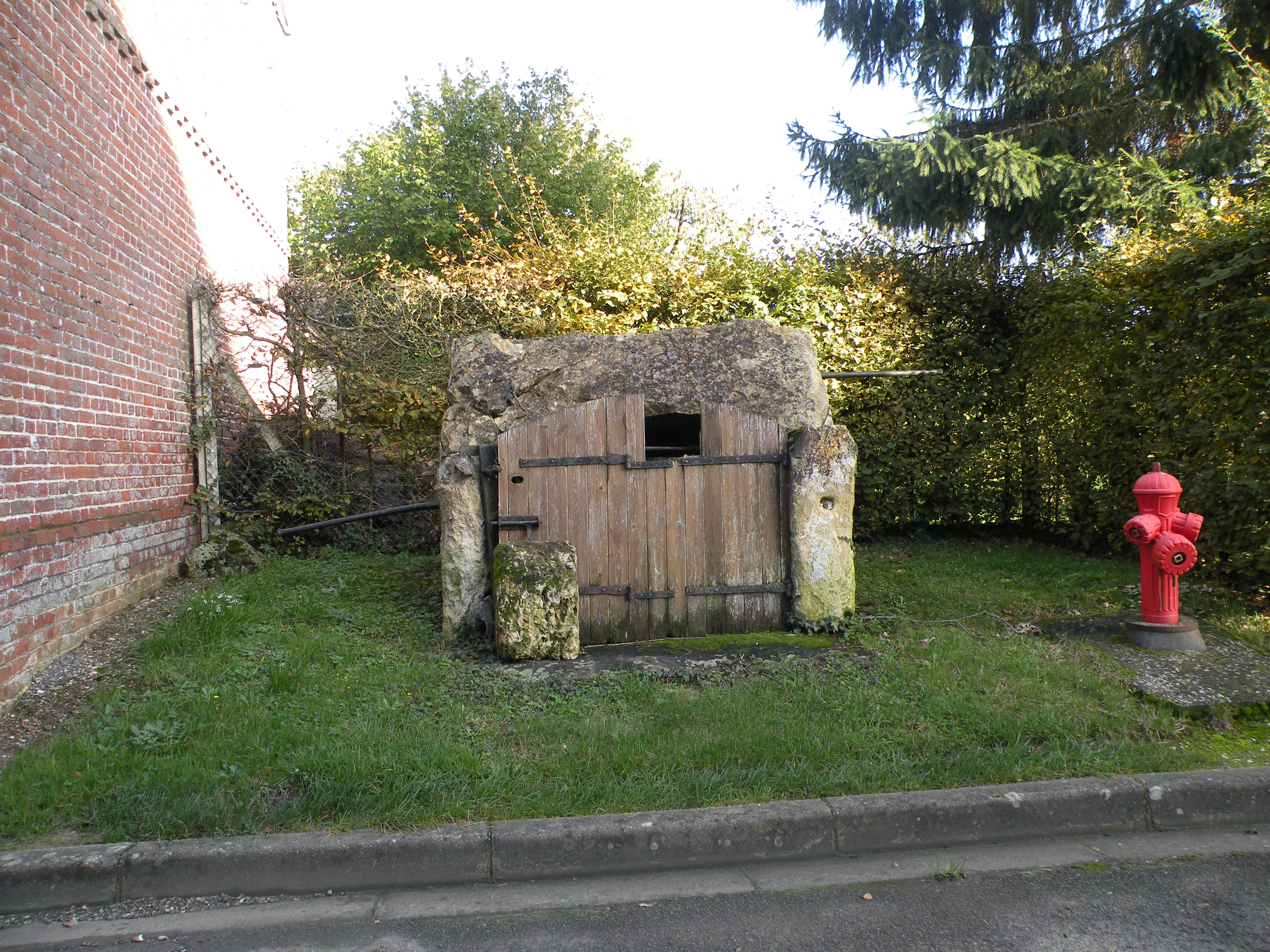
Puits

- Saint Maurice
- Houssoy-le-Farcy

- Houssoy-le-Farcy
- La grande-rue d'Houssoy
- La chapelle Notre-Dame
- Le chevet de la chapelle
- Statue de N-Dame au-dessus de l'entrée de la chapelle
- Aubette
- Puits

### Hydrographie

#### Réseau hydrographique
La commune est située dans le bassin Seine-Normandie. Elle est drainée par le Thérain, divers bras du Thérain,,.
Le Thérain, d'une longueur de 94 km, prend sa source dans la commune de Gaillefontaine et se jette  dans l'Oise à Saint-Leu-d'Esserent, après avoir traversé 43 communes. Les caractéristiques hydrologiques du Thérain sont données par la station hydrologique située sur la commune de Beauvais. Le débit moyen mensuel est de 5,45 m3/s. Le débit moyen journalier maximum est de 37 m3/s, atteint lors de la crue du 22 mars 2001. Le débit instantané maximal est quant à lui de 39,8 m3/s, atteint le 25 mars 2001.

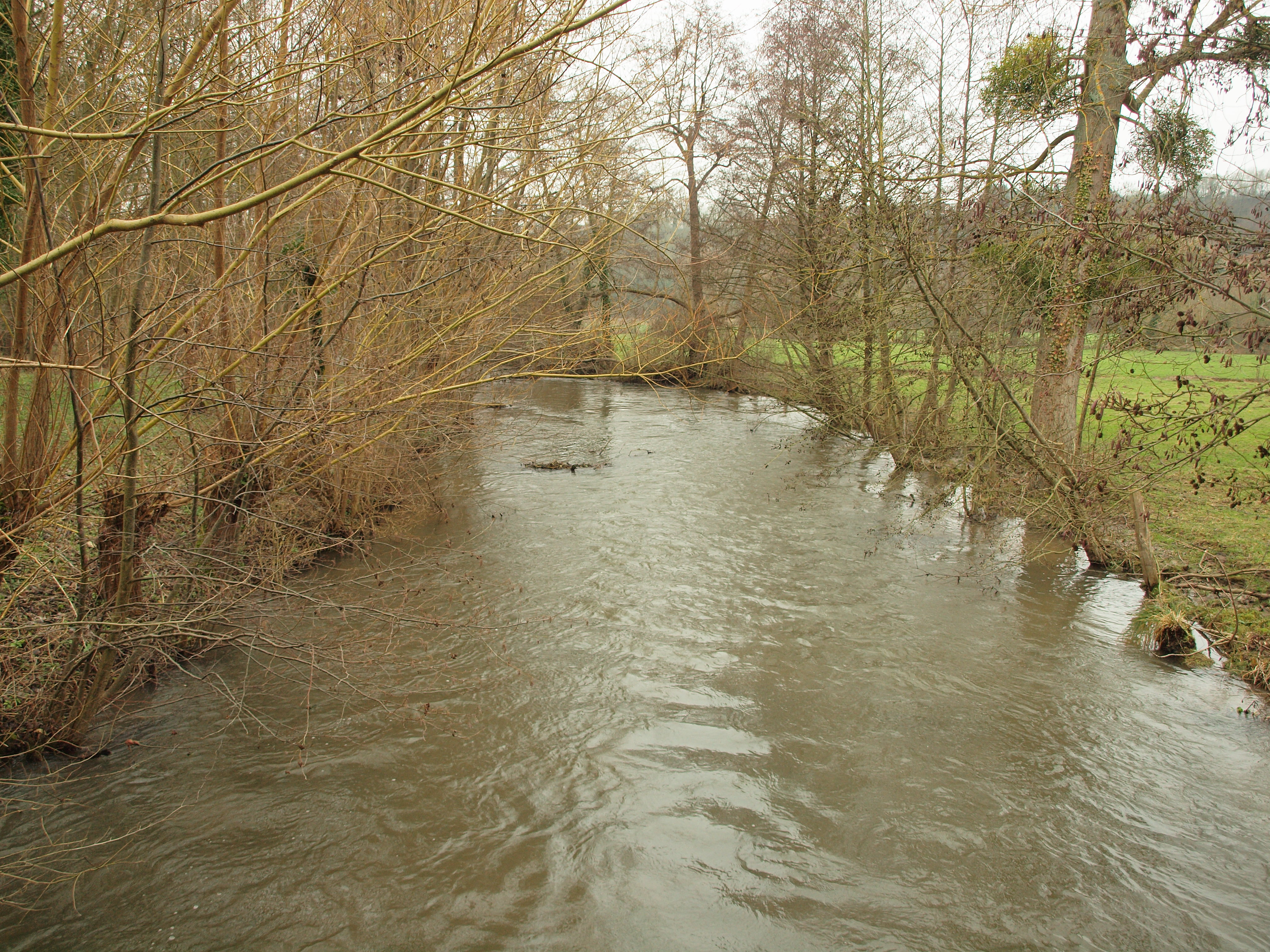
Le Thérain à Troissereux.
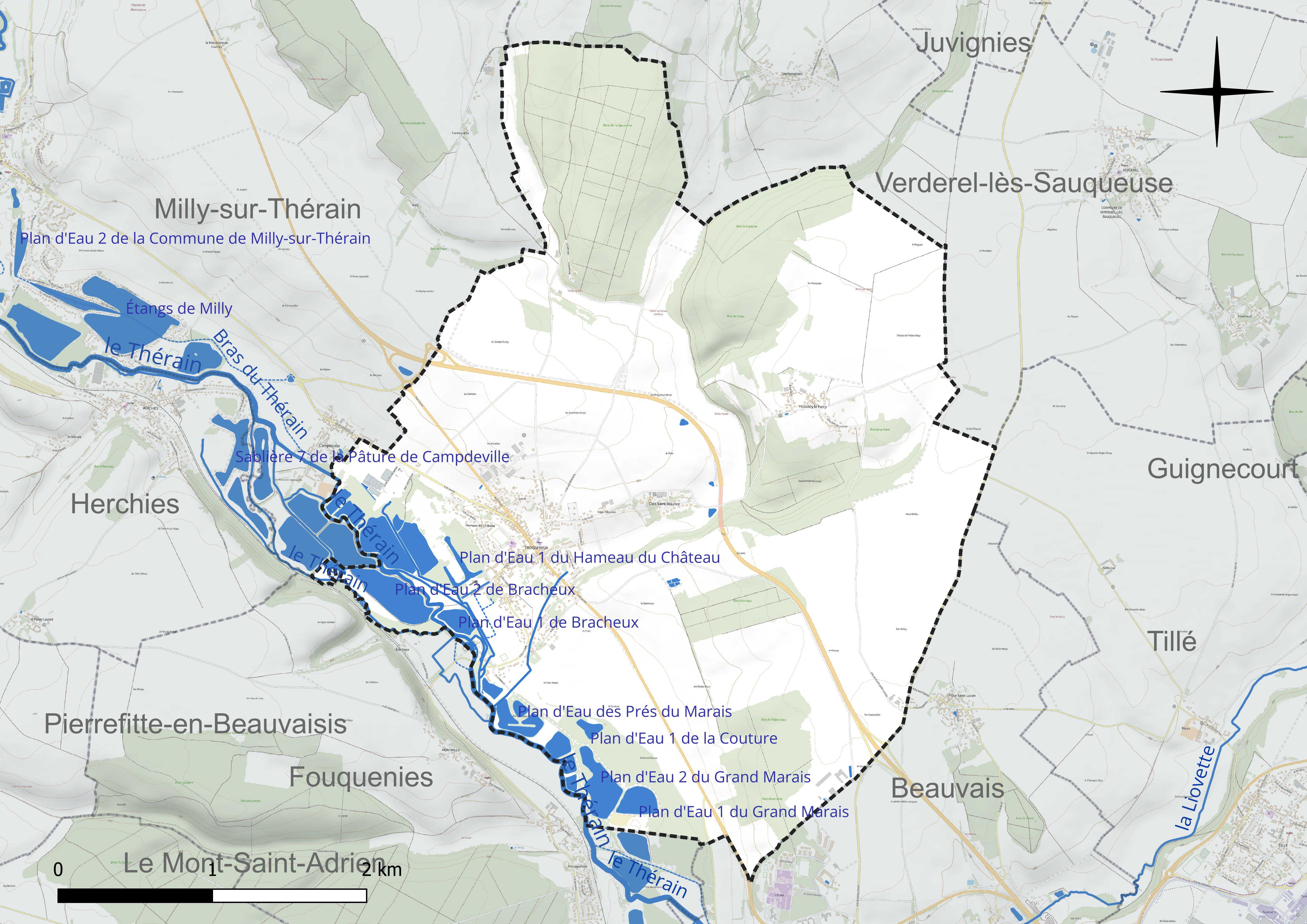
Réseau hydrographique de Troissereux.

Divers plans d'eau complètent le réseau hydrographique : la sablière 1 de la Pâture de Campdeville (6,8 ha), la sablière 2 de la Pâture de Campdeville (1,5 ha), la sablière 3 de la Pâture de Campdeville (1,1 ha), le plan d'eau 1 de Bracheux (2,6 ha), le plan d'eau 1 de la Couture (1,1 ha), le plan d'eau 1 du Grand Marais (3,7 ha), le plan d'eau 1 du Hameau du Château (1,6 ha), le plan d'eau 2 de Bracheux (9,1 ha), le plan d'eau 2 de la Couture (1,9 ha), le plan d'eau 2 du Grand Marais (6,5 ha), le plan d'eau 2 du Hameau du Château (4,8 ha) et le plan d'eau des Prés du Marais (4 ha),.

#### Gestion et qualité des eaux
Le territoire communal est couvert par le schéma d'aménagement et de gestion des eaux (SAGE) « Sensée ». Ce document de planification concerne un territoire de 1 219 km2 de superficie, délimité par le bassin versant du Thérain. Le périmètre a été arrêté le 27 janvier 2023 et le SAGE proprement dit est, en 2024, en cours d'élaboration. La structure porteuse de l'élaboration et de la mise en œuvre est le syndicat intercommunal de la Vallée du Thérain (SIVT).
La qualité des cours d'eau peut être consultée sur un site dédié géré par les agences de l'eau et l'Agence française pour la biodiversité.

### Climat
Pour des articles plus généraux, voir Climat des Hauts-de-France et Climat de l'Oise.
En 2010, le climat de la commune est de type climat océanique dégradé des plaines du Centre et du Nord, selon une étude du CNRS s'appuyant sur une série de données couvrant la période 1971-2000. En 2020, Météo-France publie une typologie des climats de la France métropolitaine dans laquelle la commune est exposée à un climat océanique et est dans la région climatique  Nord-est du bassin Parisien, caractérisée par un ensoleillement médiocre, une pluviométrie moyenne régulièrement répartie au cours de l'année et un hiver froid (3 °C).
Pour la période 1971-2000, la température annuelle moyenne est de 10,5 °C, avec une amplitude thermique annuelle de 14,2 °C. Le cumul annuel moyen de précipitations est de 712 mm, avec 12 jours de précipitations en janvier et 8 jours en juillet. Pour la période 1991-2020, la température moyenne annuelle observée sur la station météorologique la plus proche, située sur la commune de Tillé à 5 km à vol d'oiseau, est de 11,0 °C et le cumul annuel moyen de précipitations est de 655,5 mm,. Pour l'avenir, les paramètres climatiques de la commune estimés pour 2050 selon différents scénarios d'émission de gaz à effet de serre sont consultables sur un site dédié publié par Météo-France en novembre 2022.
| Mois                                  | jan.             | fév.             | mars           | avril           | mai             | juin           | jui.           | août           | sep.            | oct.          | nov.             | déc.             | année      |
| ------------------------------------- | ---------------- | ---------------- | -------------- | --------------- | --------------- | -------------- | -------------- | -------------- | --------------- | ------------- | ---------------- | ---------------- | ---------- |
| Température minimale moyenne (°C)     | 1,4              | 1,2              | 3              | 4,4             | 7,9             | 11             | 12,8           | 12,9           | 10,1            | 7,6           | 4,3              | 1,8              | 6,5        |
| Température moyenne (°C)              | 4,1              | 4,5              | 7,3            | 9,8             | 13,2            | 16,4           | 18,6           | 18,6           | 15,4            | 11,7          | 7,4              | 4,5              | 11         |
| Température maximale moyenne (°C)     | 6,7              | 7,8              | 11,6           | 15,2            | 18,6            | 21,8           | 24,4           | 24,4           | 20,6            | 15,7          | 10,4             | 7,1              | 15,4       |
| Record de froid (°C) date du record   | −19,7 28.01.1954 | −16,8 14.02.1956 | −12,1 13.03.13 | −6,9 06.04.21   | −2,4 03.05.21   | 1,2 05.06.1991 | 3,6 08.07.1954 | 3,9 28.08.1974 | −0,5 20.09.1952 | −5 28.10.03   | −10,9 25.11.1956 | −15,7 21.12.1946 | −19,7 1954 |
| Record de chaleur (°C) date du record | 15,6 27.01.03    | 20,4 24.02.1990  | 24,8 31.03.21  | 28,4 18.04.1949 | 31,2 25.05.1953 | 36,9 27.06.11  | 41,6 25.07.19  | 39 06.08.03    | 34,8 15.09.20   | 28,2 01.10.11 | 20,2 01.11.14    | 17 07.12.00      | 41,6 2019  |
| Ensoleillement (h)                    | 595              | 785              | 1 272          | 1 788           | 2 033           | 2 089          | 2 198          | 2 081          | 1 638           | 1 122         | 676              | 546              | 16 822     |
| Précipitations (mm)                   | 53,8             | 44,9             | 45,8           | 44,5            | 60,6            | 53             | 54             | 57,8           | 48,5            | 58,1          | 58,4             | 76,1             | 655,5      |

## Urbanisme

### Typologie
Au 1er janvier 2024, Troissereux est catégorisée bourg rural, selon la nouvelle grille communale de densité à sept niveaux définie par l'Insee en 2022.
Elle est située hors unité urbaine. Par ailleurs la commune fait partie de l'aire d'attraction de Beauvais, dont elle est une commune de la couronne,. Cette aire, qui regroupe 162 communes, est catégorisée dans les aires de 50 000 à moins de 200 000 habitants,.

### Occupation des sols
L'occupation des sols de la commune, telle qu'elle ressort de la base de données européenne d'occupation biophysique des sols Corine Land Cover (CLC), est marquée par l'importance des territoires agricoles (60,7 % en 2018), en diminution par rapport à 1990 (64,3 %). La répartition détaillée en 2018 est la suivante : 
terres arables (57,3 %), forêts (26,8 %), zones urbanisées (6,9 %), eaux continentales (5,6 %), prairies (3,4 %). L'évolution de l'occupation des sols de la commune et de ses infrastructures peut être observée sur les différentes représentations cartographiques du territoire : la carte de Cassini (XVIIIe siècle), la carte d'état-major (1820-1866) et les cartes ou photos aériennes de l'IGN pour la période actuelle (1950 à aujourd'hui).

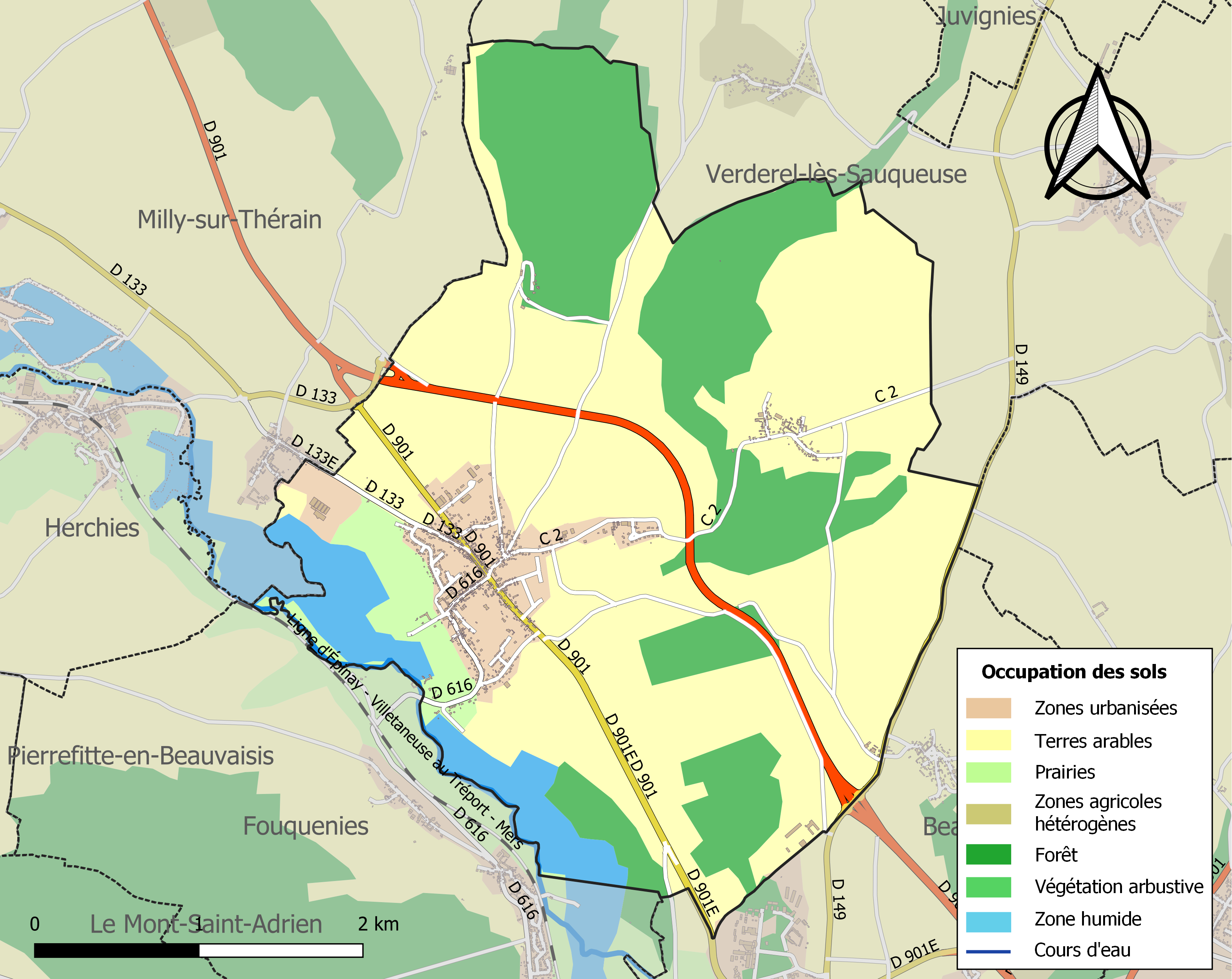
Carte des infrastructures et de l'occupation des sols de la commune en 2018 (CLC).

### Voies de communication et transports
La gare de Troissereux - Fouquenies située sur la ligne d'Épinay - Villetaneuse au Tréport - Mers desservait autrefois la commune.
La commune est desservie, en 2023, par des lignes scolaires et le service de transport à la demande Corolis à la demande - Zone Centre du réseau Corolis ainsi que par les lignes 612, 614, 616 et 6151 du réseau interurbain de l'Oise.

## Toponymie
Le lieu s'est appelé grangia de tribus sororibus (vers 1150) ; Fulconis de tribus sororibus (1152) ; Fulco de tres sorors (1155) ; Tros serors (1155) ; Fulco de tribus sororibus (1156) ; de tribus sororibus (1164) ; apud Tres serors (1179) ; in grangia mea Trium sororum (1189) ; de Tribus sororibus (1192) ; Tres sorores (XIIe) ; Troisserors (1284) ; Odonis de Tribus sororibus (1285) ; Trois sereurs (XIIIe) ; Troicereux (1300) ; Troiscereux (1300) ; manoir de trois serours (1333) ; Troixereux (1345) ; Troissourours (XIVe) ; Troissereulx (1499) ; Troissereux (1521) ; Tracereux (1560) ; Trossereulx (1572) ; Trassereux (1581) ; Troissereurs (1617).

Grangia de tribus sororibus (vers 1150) se traduit par une « famille des trois sœurs », d'après la tradition cette terre appartenait à trois sœurs au XIIe siècle.

## Histoire
Dans la nuit du 15 au 16 août 1944 les Allemands exécutent le maire Jules Degroote, son épouse, sa fille et deux employés en représailles de tirs sur les soldats allemands. Ils organisent une rafle dans le village, exécutent de nombreux otages et incendient des bâtiments. Ils tuent quatre nouvelles victimes le 17 et deux le 18. Le nombre de victimes s'élève à 19,,.
Troissereux est l'une des 28 communes du département de l'Oise à avoir été décorées de la Croix de guerre 1939-1945 le 11 novembre 1948.

## Politique et administration

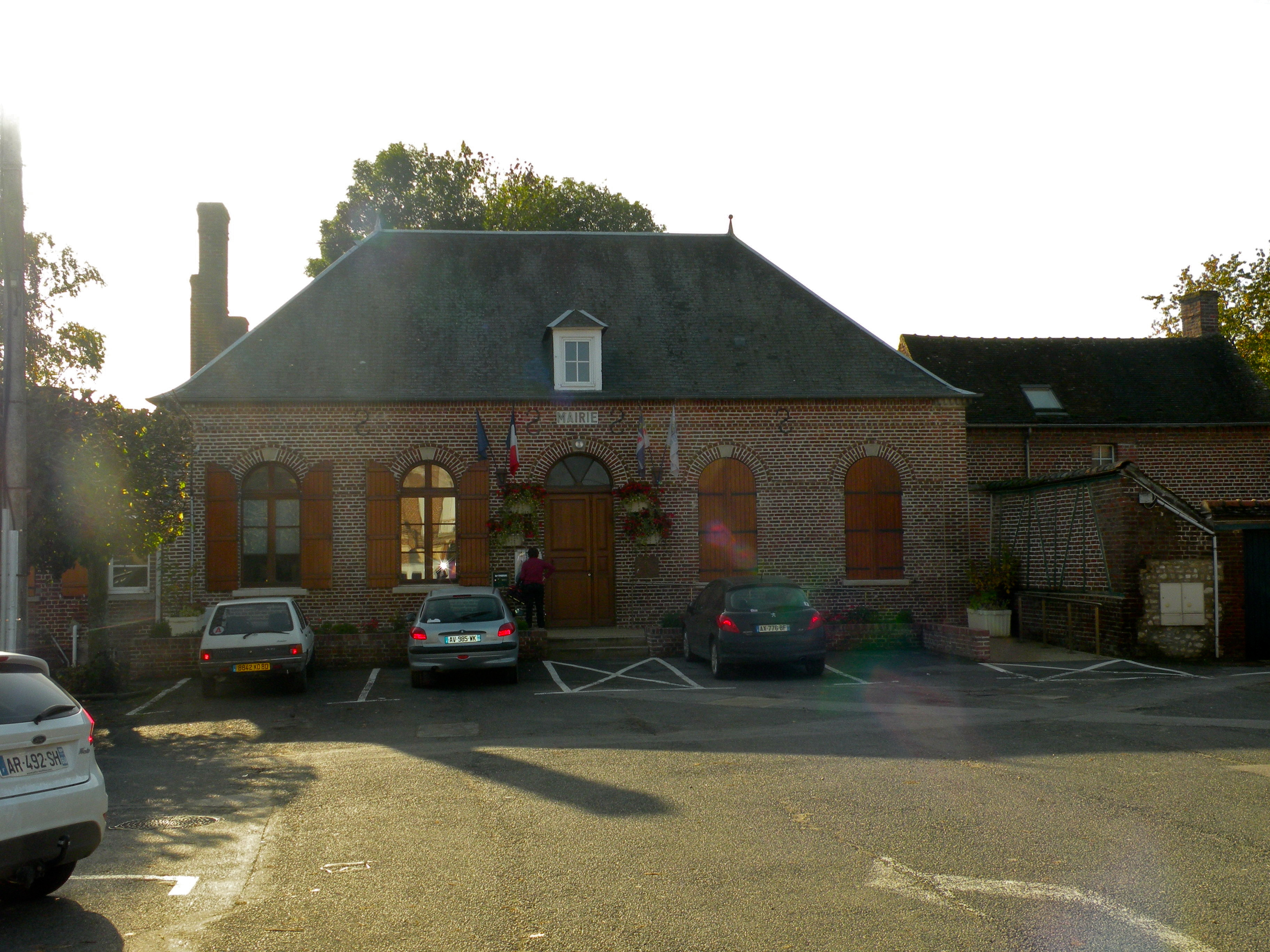
La mairie.

La commune a intégré en 1943 une partie de la commune de Notre-Dame-du-Thil, le surplus étant rattaché à Beauvais.

### Rattachements administratifs et électoraux
La commune se trouve dans l'arrondissement de Beauvais du département de l'Oise. Pour l'élection des députés, elle fait partie depuis 1988 de la première circonscription de l'Oise.
La commune faisait partie depuis 1802 du canton de Nivillers. Dans le cadre du redécoupage cantonal de 2014 en France, Troissereux  est désormais intégrée au canton de Mouy.

### Intercommunalité
La commune fait partie de la Communauté d'agglomération du Beauvaisis.

### Liste des maires
| Période                                  | Période      | Identité                  | Étiquette                      | Qualité |
| ---------------------------------------- | ------------ | ------------------------- | ------------------------------ | --- |
| Les données manquantes sont à compléter. |              |                           |                                | |
| 1846                                     |              | Émile Bourrée de Corberon | Bonapartiste puis Conservateur | Baron, homme politique Député au Corps législatif (1853 → 1869) Conseiller général de Nivillers (1852 → 1904) |
| Les données manquantes sont à compléter. |              |                           |                                | |
|                                          | mai 1940     | Lucien Berna              |                                | Décédé en fonctions                                                                                           |
| mai 1940                                 | janvier 1942 | Théophile Groux           |                                | Conseiller municipal faisant fonction de maire Décédé en fonction                                             |
| mai 1942                                 | 16 août 1944 | Jules Degroote            |                                | Agriculteur Exécuté lors du massacre de Troissereux                                                           |
| 1980                                     | juin 2005    | Marie France-Cayeux       | SE                             | Vice-présidente de la Communauté d'agglomération du Beauvaisis Démissionnaire                                 |
| 2005                                     | mai 2020     | Jean-Luc Sauvé            |                                | Expert comptable                                                                                              |
| mai 2020                                 | En cours     | Christian Demay           |                                | Fonctionnaire au conseil départemental Ancien président du Comité des Fêtes de Troissereux                    |

## Population et société

### Démographie

#### Évolution démographique
L'évolution du nombre d'habitants est connue à travers les recensements de la population effectués dans la commune depuis 1793. Pour les communes de moins de 10 000 habitants, une enquête de recensement portant sur toute la population est réalisée tous les cinq ans, les populations de référence des années intermédiaires étant quant à elles estimées par interpolation ou extrapolation. Pour la commune, le premier recensement exhaustif entrant dans le cadre du nouveau dispositif a été réalisé en 2005.

En 2022, la commune comptait 1 364 habitants, en évolution de +19,86 % par rapport à 2016 (Oise : +0,87 %, France hors Mayotte : +2,11 %).
| 1793 | 1800 | 1806 | 1821 | 1831 | 1836 | 1841 | 1846 | 1851 |
| ---- | ---- | ---- | ---- | ---- | ---- | ---- | ---- | ---- |
| 528  | 538  | 641  | 689  | 662  | 681  | 642  | 664  | 672  |

| 1856 | 1861 | 1866 | 1872 | 1876 | 1881 | 1886 | 1891 | 1896 |
| ---- | ---- | ---- | ---- | ---- | ---- | ---- | ---- | ---- |
| 603  | 587  | 592  | 600  | 612  | 621  | 615  | 557  | 583  |

| 1901 | 1906 | 1911 | 1921 | 1926 | 1931 | 1936 | 1946 | 1954 |
| ---- | ---- | ---- | ---- | ---- | ---- | ---- | ---- | ---- |
| 512  | 536  | 566  | 521  | 544  | 525  | 507  | 672  | 721  |

| 1962 | 1968 | 1975 | 1982  | 1990  | 1999  | 2005  | 2006  | 2010  |
| ---- | ---- | ---- | ----- | ----- | ----- | ----- | ----- | ----- |
| 702  | 728  | 679  | 1 013 | 1 101 | 1 128 | 1 125 | 1 119 | 1 152 |

| 2015  | 2020  | 2022  | - | - | - | - | - | - |
| ----- | ----- | ----- | - | - | - | - | - | - |
| 1 147 | 1 347 | 1 364 | - | - | - | - | - | - |

#### Pyramide des âges
La population de la commune est relativement jeune.
En 2018, le taux de personnes d'un âge inférieur à 30 ans s'élève à 35,9 %, soit en dessous de la moyenne départementale (37,3 %). À l'inverse, le taux de personnes d'âge supérieur à 60 ans est de 27,1 % la même année, alors qu'il est de 22,8 % au niveau départemental.
En 2018, la commune comptait 627 hommes pour 641 femmes, soit un taux de 50,55 % de femmes, légèrement inférieur au taux départemental (51,11 %).
Les pyramides des âges de la commune et du département s'établissent comme suit.
| Hommes | Classe d’âge | Femmes |
| ------ | ------------ | ------ |
| 0,3    | 90 ou +      | 0,7    |
| 6,0    | 75-89 ans    | 8,2    |
| 18,8   | 60-74 ans    | 20,3   |
| 19,4   | 45-59 ans    | 19,4   |
| 17,6   | 30-44 ans    | 17,6   |
| 17,1   | 15-29 ans    | 16,4   |
| 20,9   | 0-14 ans     | 17,3   |

| Hommes | Classe d’âge | Femmes |
| ------ | ------------ | ------ |
| 0,5    | 90 ou +      | 1,4    |
| 5,5    | 75-89 ans    | 7,6    |
| 15,6   | 60-74 ans    | 16,3   |
| 20,8   | 45-59 ans    | 20     |
| 19,4   | 30-44 ans    | 19,4   |
| 17,6   | 15-29 ans    | 16,2   |
| 20,6   | 0-14 ans     | 19,1   |

## Culture locale et patrimoine

### Lieux et monuments
- Église Saint-Pierre.
- Le château de Troissereux
des XVe et XVIe siècles, construit en brique et calcaire blanc et comprenant des décors intérieurs refaits en 1791 dans le goût néoclassique, est entouré de douves et de canaux. Il est classé monument historique depuis 1983[35].

La tour, dite tour du Temps, renferme une horloge médiévale, l'une des plus anciennes au monde.
Son parc à l'anglaise, de 12 hectares, abrite un arboretum contenant 45 espèces d'arbres et arbustes. De nombreux oiseaux migrateurs y nichent et sont aisément observables, le parc et les petits et grand canaux, sont ouverts au public 300 jours par an.

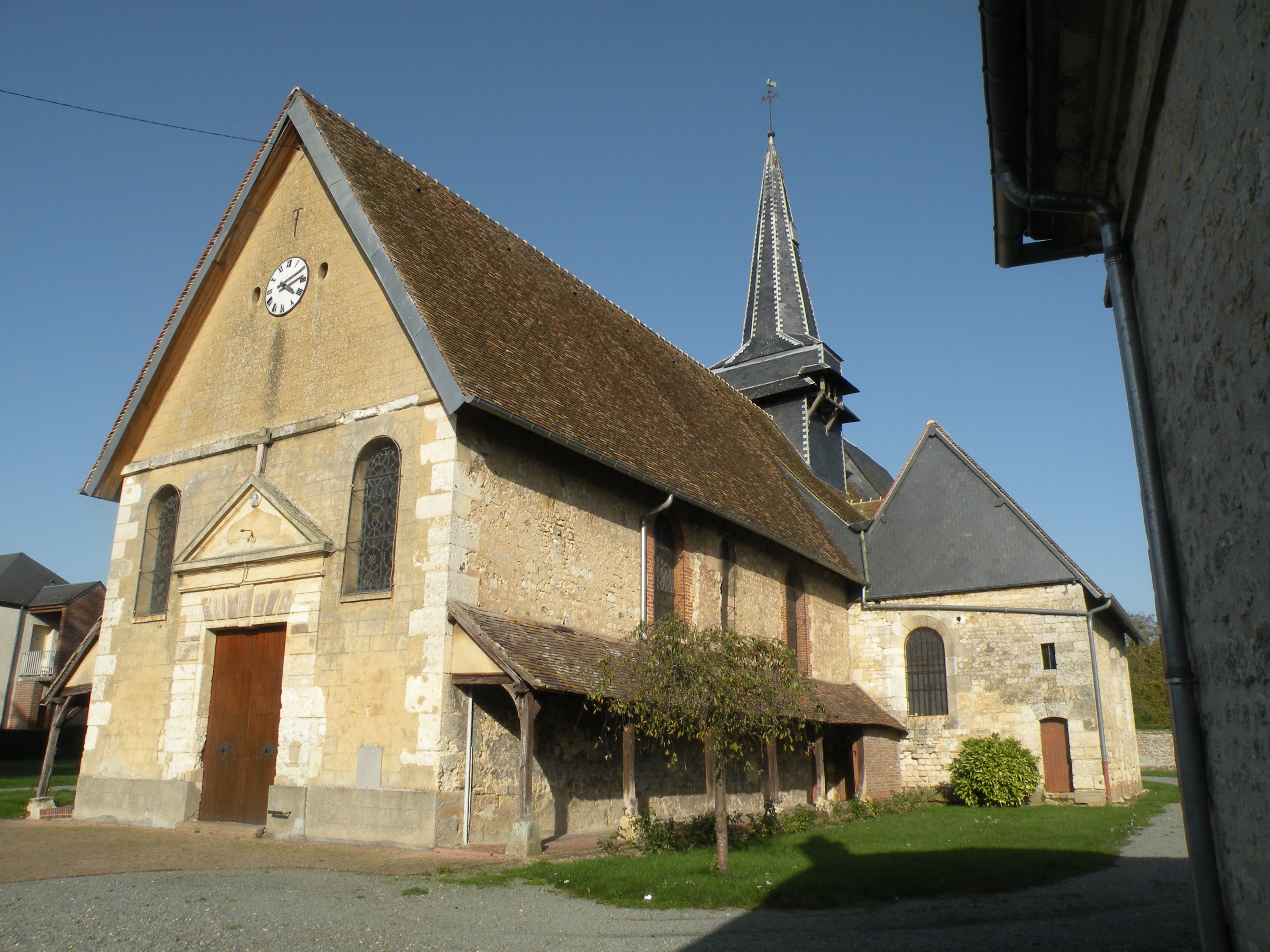
L'église Saint-Pierre.
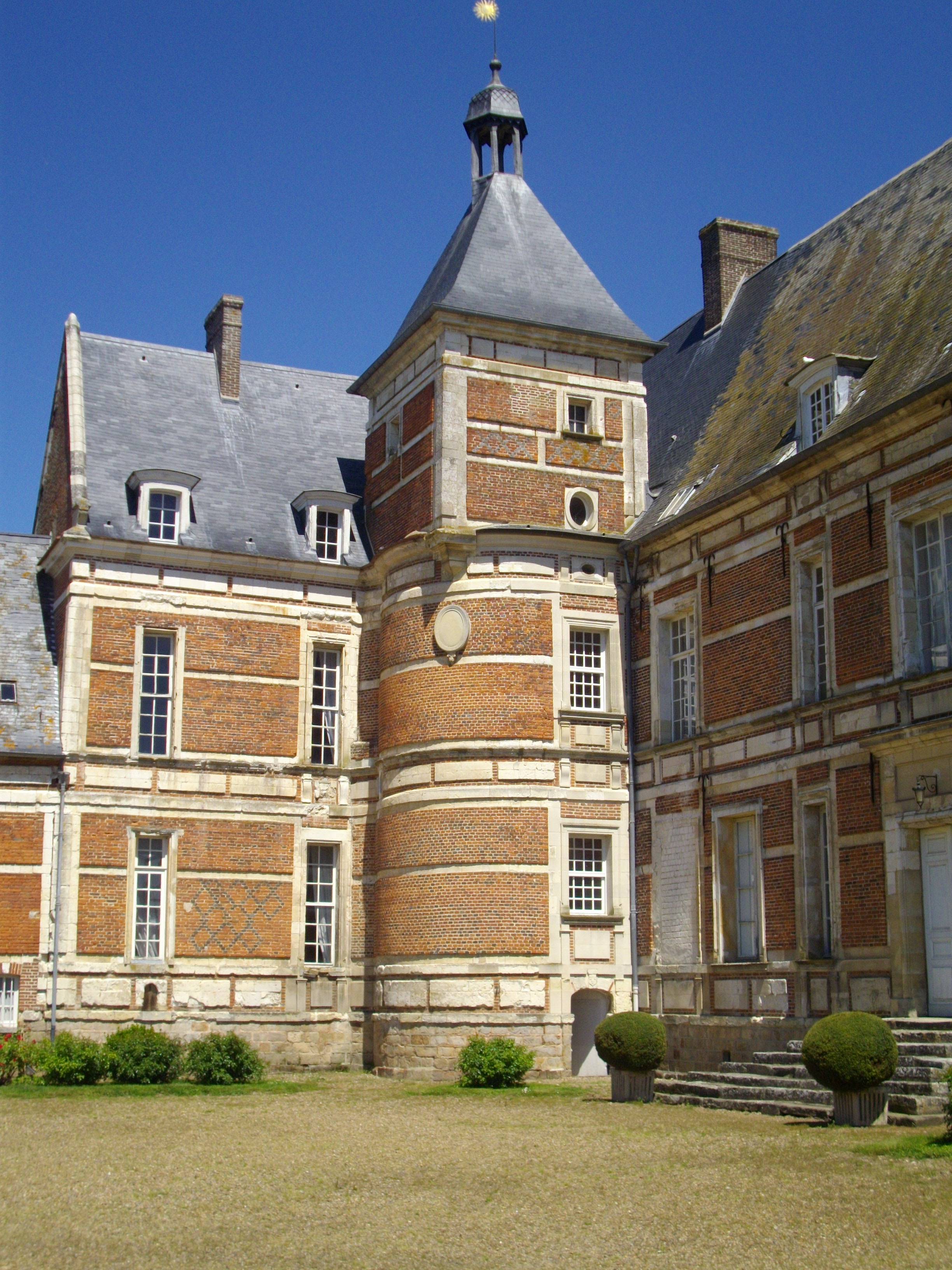
La tour du Temps du château de Troissereux.
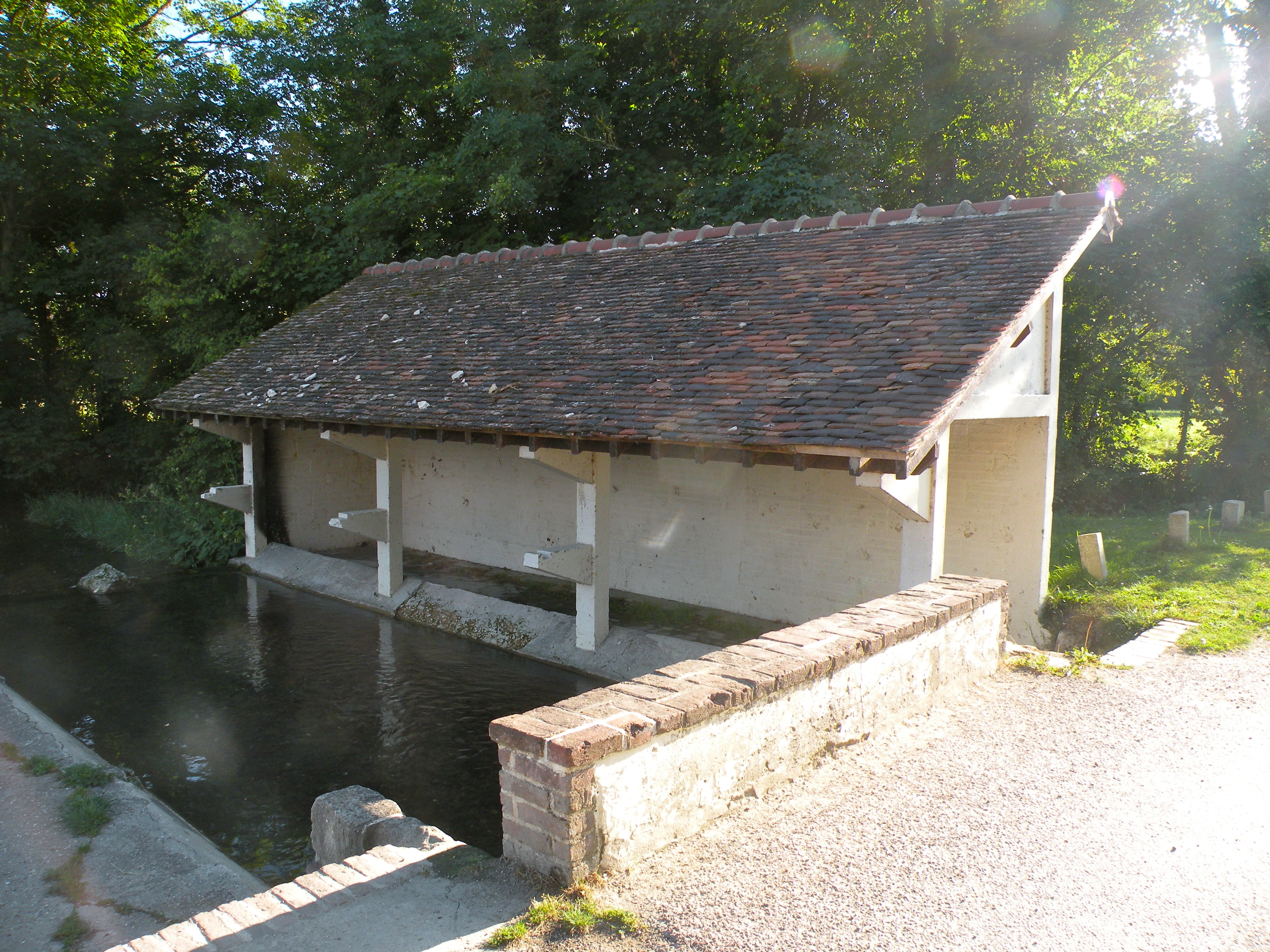
Le lavoir
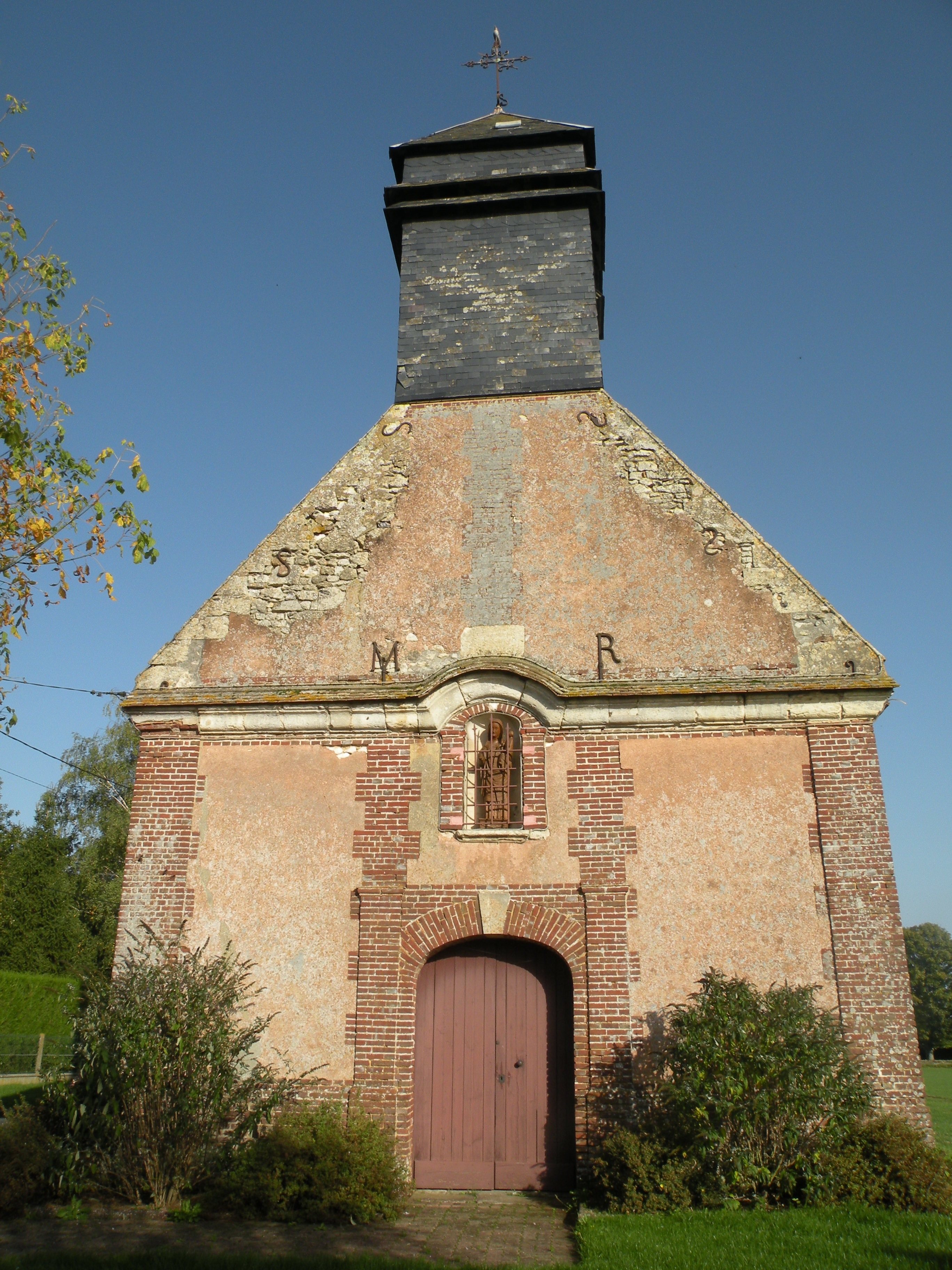
La chapelle de Houssoy-le-Farcy.
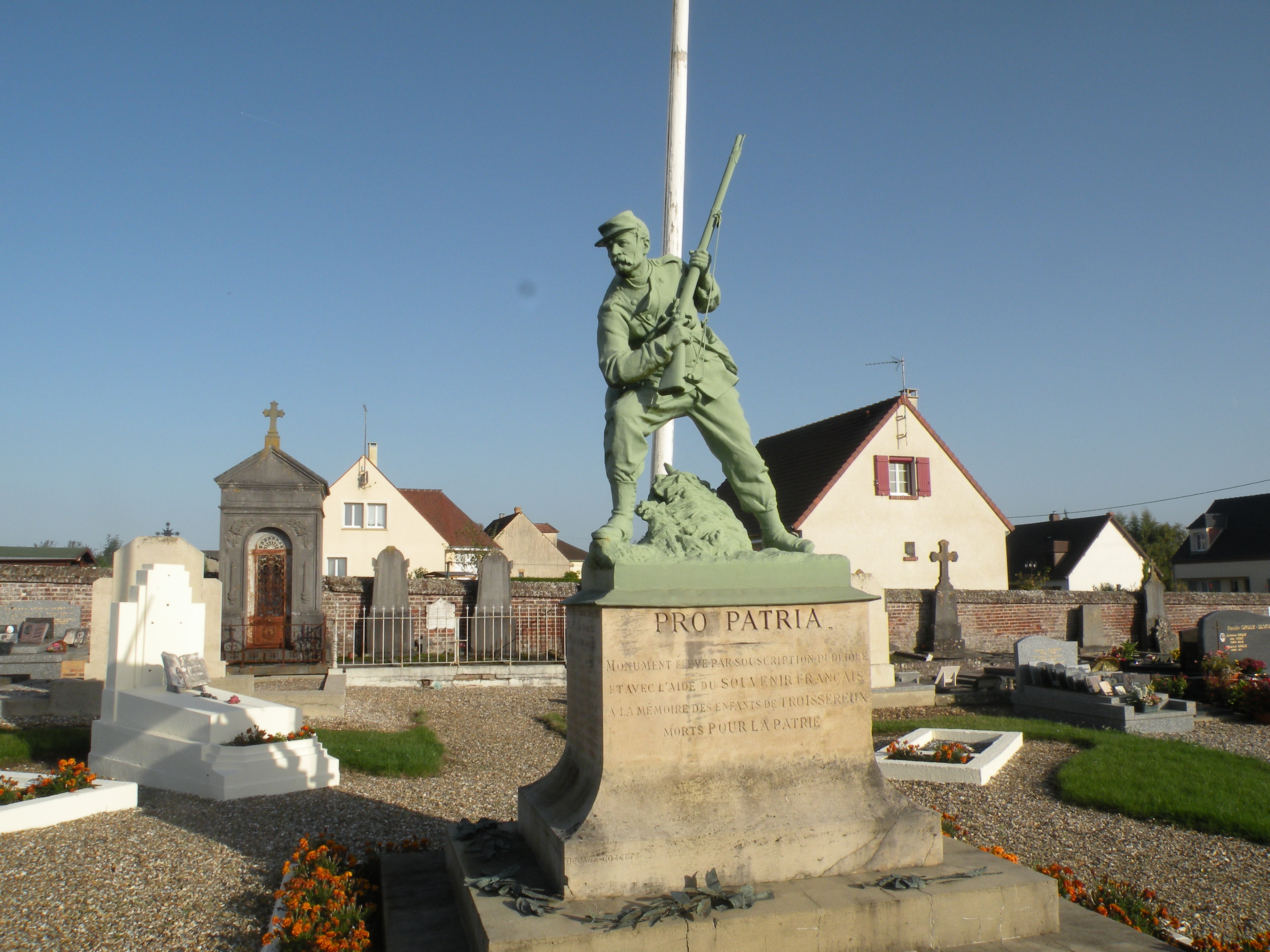
Monument aux morts de la Guerre franco-allemande de 1870
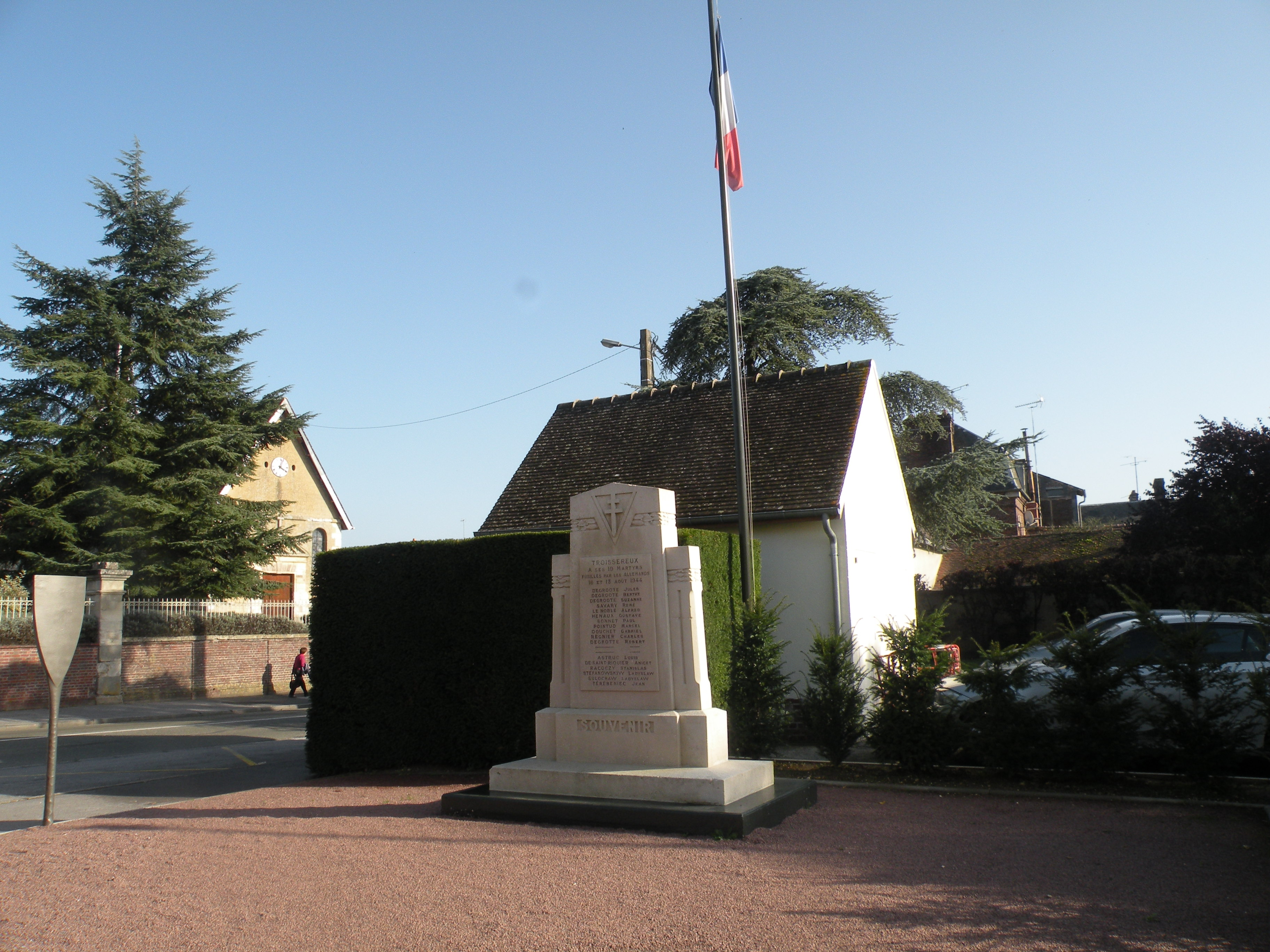
Monument aux morts du massacre de Troissereux.

- Le presbytère de Troissereux situé en plein centre de la commune rue du 16 Aout 1944, fut abattu par décision du Maire Christian Demay et son équipe municipale en Avril 2024 sur une décision du 18 Juillet 2023.  Le bâtiment typique des presbytères du Beauvaisis datait de 1810, sur un terrain donné par le château en la personne de Daniel Bourrée de Corberon son propriétaire  à la commune d’après les comptes rendus des archives départementales. Contrairement à ce qui avait été annoncé ce bâtiment n’avait pas la mérule.

### Personnalités liées à la commune
- Jean de Chateauvillain (1212-1248), arrière-petit-fils de Louis VII. Fidèle de Saint Louis, il l'accompagna lors de la 7e croisade et y mourut.
- Georges Paléologue de Bissipat, prétendant à l'empire de Grèce, amiral de Louis XI, marié par le roi à Marguerite de Poix héritière du château de Troissereux. Mort à Troissereux en 1496.
- Jean de l'Isle Marivaux (1500-1572), gouverneur de Paris et de l'Ile de France, calviniste massacré lors de la Saint-Barthélémy, marié en 1542 à Hélène d'Aspremont, petite fille de Georges Paléologue de Bissipat, héritière du château de Troissereux. Hélène d'Aspremont descendait d'une importante famille de Lorraine. Fille du prince d'Amblise, nièce du prince de Sedan Robert de la Marck, duc de Bouillon. C'est à ce couple que l'on doit l'agrandissement du château de Troissereux par Sebastiano Serlio, et la création du parc par Bernard Palissy, pour « Monsieur de Troisrieux », cité dans la Recepte Véritable[38].
- À noter qu'au XVIIIe siècle le domaine passa dans les mains de Pierre Daniel Bourrée de  Corberon, président au Parlement de Paris, qui fit faire de grands travaux de drainage de la vallée du Thérain et propagea de nouvelles méthodes agricoles. Son fils, Marie Daniel Bourrée de Corberon, fut diplomate de 1775 à 1780 à la cour de Russie et a laissé des mémoires qui font de lui un classique de l'histoire de Russie au temps de Catherine II[39].
- Le château est aujourd'hui la propriété des descendants du général Auguste-Charles Tranié (1862-1931), libérateur de la Serbie (armistice du 29 septembre 1918).

## Héraldique
| Armes de Troissereux | Les armes de Troissereux se blasonnent ainsi : D'azur à la fasce ondée d'argent accompagné en chef d'une rose d'or boutonnée de gueules accostée de deux fleurs de lys aussi d'or, et en pointe de trois gerbes de blé rangées aussi d'or. |